# Euphrasia alboffii
Euphrasia alboffii är en snyltrotsväxtart som beskrevs av Chab.. Euphrasia alboffii ingår i släktet ögontröster, och familjen snyltrotsväxter. Inga underarter finns listade i Catalogue of Life.